# MSN Explorer
MSN Explorer — интернет-обозреватель, разработанный компанией Microsoft как часть проекта MSN. Является оболочкой для Internet Explorer’а и его движка Trident. Раньше распространялся бесплатно, однако с версии 9 требует платную подписку. С версии 9.5 поддерживает Windows Vista. Был удалён в Windows XP SP2, но доступен для скачивания.

## Описание
MSN Explorer предполагался как контент-агрегатор сервисов, предоставляемых сетью MSN. Кроме веб-браузера на основе движка Trident — как у Internet Explorer-а, он включал в себя почтовый клиент (заточенный под работу с сервисом Hotmail), службу обмена сообщениями (на основе MSN Messenger),  электронный кошелёк, клиент интернет-радио и т.д. Интерфейс MSN Explorer-а во многом схож с интерфейсом Windows Media Player.